# افسانه شهر قالی
افسانه شهر قالی یک فیلم بلند انیمیشن تلویزیونی به نویسندگی و کارگردانی حمیدرضا حافظی با صداپیشگی اردشیر منظم (مدیر دوبلاژ)، جواد پزشکیان، علی‌همت مومی‌وند و افشین زی نوری است که در بیست و هشتمین جشنواره بین‌المللی فیلم های کودکان و نوجوانان اصفهان در دو بخش مسابقه ایران و بین‌الملل (سال ۹۳) به نمایش درآمد. این پویانمایی با الهام از اساطیر و افسانه‌های ملی و متأثر از نقش و رنگ فرش‌های ایرانی ساخته شده و حضوری چشمگیر در جشنواره‌های فیلم داشته است.

## خلاصه داستان
نوجوانی به نام قباد برای بدست آوردن گوهر روشنایی و نجات شهر قالی، سفر ماجراجویانه و پر رمز و رازی را آغاز می‌کند.

## حضور در جشنواره ها و جوایز
- پروانه زرین بهترین فیلمنامه بلند پویانمایی از بیست و هشتمین جشنواره بین‌المللی فیلم‌های کودکان و نوجوانان اصفهان ۹۳ [۸]
- جایزه بهترین کارگردانی انیمیشن بلند از نوزدهمین جشنواره تولیدات رادیویی و تلویزیونی مراکز استان‌ها ۹۵ [۹]
- جایزه بهترین پویانمایی سه بعدی از هشتمین جشنواره بین‌المللی الغدیر ۹۳ [۱۰]
- پرستوی زرین بهترین فیلمنامه پویانمایی نخستین جشنواره فیلم سما برای نسخه کوتاه فیلم ۹۴ [۱۱]
- دیپلم افتخار بهترین پویانمایی از بیست و هشتمین جشنواره بین‌المللی فیلم‌های کودکان و نوجوانان اصفهان ۹۳ [۱۲]
- لوح تقدیر به خاطر داستان جذاب از نخستین جشنواره ملی پویانمایی تلویزیون ایران ۹۷ [۱۳]
- لوح تقدیر بخاطر کارگردانی از چهل و چهارمین جشنواره بین‌المللی فیلم رشد ۹۳ [۱۴]
- منتخب بخش مسابقه آثار پویانمایی بلند دومین جشنواره بین‌المللی فیلم ویدیویی یاس ۹۳. [۱۵]
- منتخب بخش مسابقه جشنواره فیلم عمار ۹۳. [۱۶]
- منتخب بخش رسانه های دیداری و شنیداری دومین جشنواره ملی، فرهنگی و هنری ایران ساخت (معاونت علمی و فناوری ریاست جمهوری) ۹۷
- منتخب بخش نهایی جشنواره BAR کشور مونته‌نگرو، اکتبر ۲۰۱۵. [۱۷]
- منتخب بخش نهایی جشنواره بین المللی KIAFF  ۲۰۲۲ [۱۸]